# 斑點光背鯰
斑點光背鯰，為輻鰭魚綱鯰形目北非鯰科的其中一種，分布於亞洲印度、巴基斯坦及孟加拉的淡水水域，體長可達10公分，棲息在底層水域，生活習性不明。